# El Liberal (Barcelona)
El Liberal fue un periódico español editado en la ciudad de Barcelona entre 1901 y 1935.

## Historia
Fue fundado el 6 de abril de 1901, originalmente como una edición local de El Liberal de Madrid que había fundado el empresario y periodista Miguel Moya Ojanguren en 1879. Posteriormente, el diario adquirió entidad propia. No obstante, en el contexto barcelonés El Liberal no tuvo tanto éxito como sí ocurrió con sus periódicos hermanos de Madrid, Sevilla o Bilbao. A partir de 1906 formó parte de la Sociedad Editorial de España, que adquirió una parte de las acciones del mismo.
El periódico fue propiedad de José Pérez de Rozas Masdeu, que también sería su director. Desde su fundación El Liberal llegó a lanzar a la calle dos ediciones diarias, situación que se mantuvo hasta febrero de 1920. A partir de julio de 1925 pasó a ser un periódico vespertino. Durante el periodo de la Segunda República el diario mantuvo una línea editorial cercana al republicanismo moderado y a las posturas del Partido Radical. Continuó editándose hasta su desaparición en 1935. 
Sería sucedido por El Popular, que tuvo una corta existencia.